# Вовчок дрібненький
Вовчок дрібненький (Orobanche nana) — вид квіткових рослин родини вовчкових (Orobanchaceae).

## Біоморфологічна характеристика
Це голопаразит. Рослина однорічна чи дворічна, заввишки 10–20 см. Стебло частіше просте. Суцвіття коротко-циліндрове, малоквіткове. Зубці чашечки шилоподібні, вгорі майже ниткоподібні, рівні трубці чашечки або трохи довші за неї.

## Поширення
Північна Африка (Мадейра, Алжир, Єгипет, Лівія, Марокко, Туніс), Європа (Україна [Крим], Албанія, Болгарія, Боснія і Герцеговина, Греція (у т. ч. Крит), Хорватія, Італія (у т. ч. Сардинія, Сицилія), Мальта, Чорногорія, Сербія, Словенія, Іспанія, Франція (у т. ч. Корсика), Португалія), Західна Азія (Афганістан, Кіпр, Іран, Ліван, Сирія, Туреччина, Північний Кавказ, Вірменія, Азербайджан, Грузія, Дагестан, Таджикистан).
В Україні вид росте на кам'янистих схилах, серед чагарників — на ПБК, як правило; а також у передгір'ях (на Мангуп — Кале) та на Керченському півострові; паразитує на коренях різних дикорослих, переважно однорічних рослин (на окружкових, бобових та ін.).